# برايان مارفن
برايان مارفن (21 يناير 1958 - )  (بالإنجليزية: Brian Marvin)‏ هو لاعب كريكت بريطاني.